# Colón costa-riquenho
O colón ou, nas suas formas em português, colombo, colom ou colone costa-riquenho, costarriquenho, costa-riquense, costarriquense, costa-ricense ou costarricense (plurais respetivos em português: colombos, colons ou colones) é a moeda da República da Costa Rica. O seu código ISO é CRC. Subdivide-se em cem cêntimos.